# A963 Stern (1980)
De A963 Stern was een Belgisch kustwachtvaartuig van de Marinecomponent van de Belgische Strijdkrachten. Dit hulpschip heeft als opdrachten onder meer de visserijwacht, deelname aan multinationale visserijcontroles, deelname voor het Europese controle agentschap aan visserijcontrole in de wateren van de Europese Unie, staalname olieverontreiniging en bestrijding pollutie, ter beschikking van de ontmijners DOVO voor het uitvoeren van vernietigingen op zee en platform voor politionele en douane acties in de Belgische wateren.  Het heeft een helidek van 9 bij 7 meter.
Het schip werd in 1980 te water gelaten op de Karlskronavarvet scheepswerf te Karlskrona. Het was eigendom van de Zweedse kustwacht, met als naam KBV 171. In 2000 werd het aan de Belgische marine verkocht.  De stad Vilvoorde is nu peter van het schip.  Doopmeter aanwezig bij de indienstname op 24 juni 2000 was Celie Dehaene, echtgenote van Jean-Luc Dehaene. Het motto van het schip is "Per Dura et Aspera". De thuishaven van het schip is het Kwartier Marinebasis Zeebrugge.
Op de marinebasis van Zeebrugge ging de afscheidsceremonie van het patrouilleschip A963 Stern door op vrijdag 12 september 2014. De commandant en zijn bemanning groetten het schip een laatste keer. Zij zullen op hun beurt het roer overnemen van de opvolger van de Stern, de P902 Pollux.

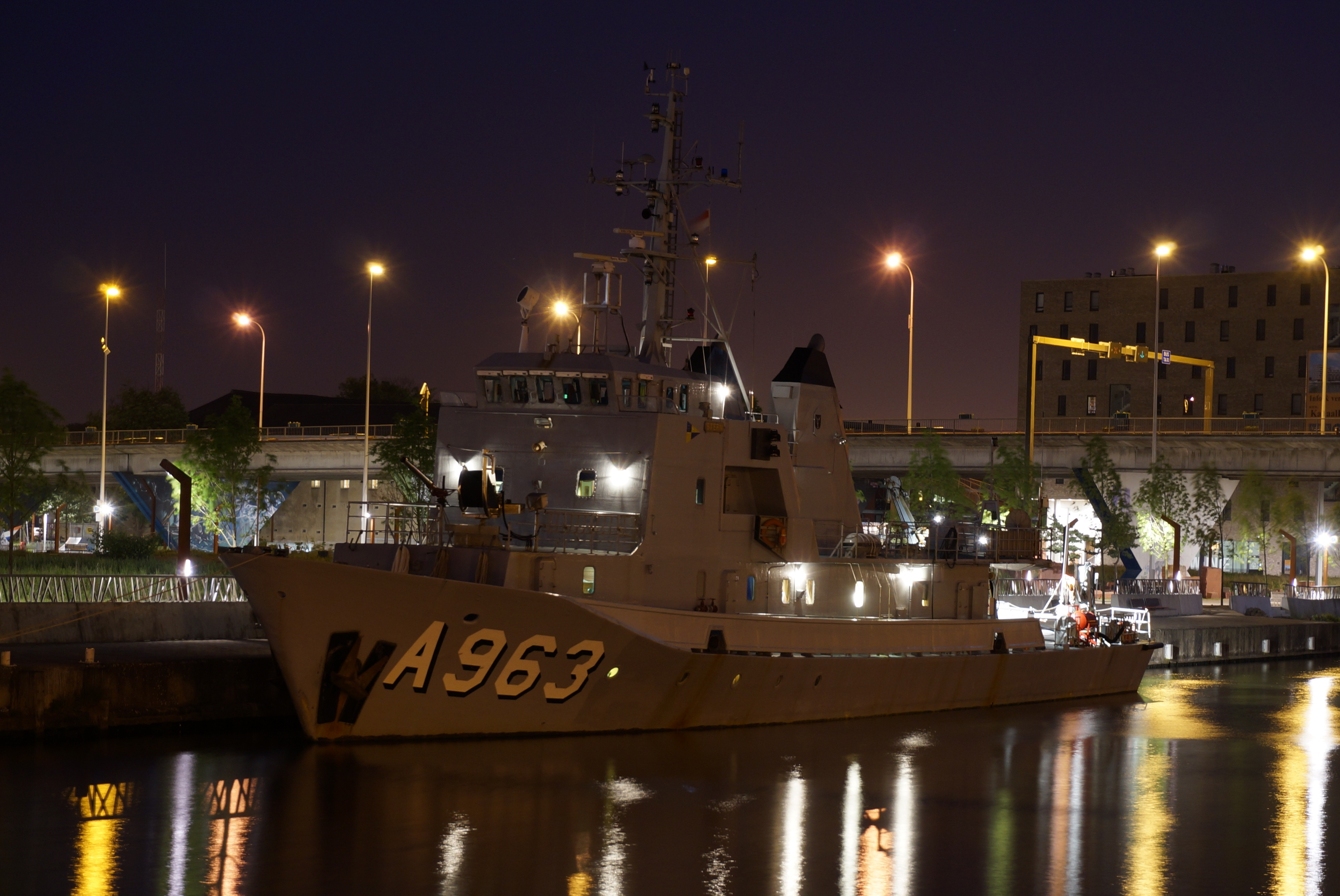
BNS A963 Stern